# Kosmodroom Svobodny
De kosmodroom van Svobodny (Russisch: космодром Свободный, Kosmodrom Svobodnija) was een ruimtehaven in de Russische oblast Amoer in het zuiden van Oost-Siberië, iets ten noordwesten van de stad Svobodny. De kosmodroom werd opgezet in 1996 en moest de opvolger worden van de kosmodroom van Bajkonoer. In 1997 werd de ontwikkeling van de kosmodroom wegens geldgebrek echter stopgezet. Tussen 1996 en 2006 werden slechts 5 raketten gelanceerd, allen met de draagraket Start-1. In 2007 werd de lanceerbasis gesloten ten behoeve van de aanleg van het inmiddels in gebruik genomen Kosmodroom Vostotsjny in hetzelfde oblast.
De kosmodroom had een oppervlakte van 410 km² en lag op ongeveer 51,4° NB, waarmee ze geografisch gezien gunstiger ligt dan Plesetsk (63°), maar minder gunstig dan Bajkonoer (45,6°). Bij de voormalige kosmodroom bevindt zich de plaats Oeglegorsk (het voormalige Svobodny-18), waar in 2007 ongeveer 4000 mensen woonden.
Op de basis bevonden zich 5 raketsilo's voor Strela-draagraketten en een lanceerplatform voor Start- en Start-1-raketten.

## Geschiedenis
Met het uiteenvallen van de Sovjet-Unie raakte het Russische ruimtevaartprogramma de directe beschikking over haar belangrijkste lanceerbasis voor raketten kwijt, doordat Bajkonoer plotseling in een ander land kwam te liggen. Hoewel met een leaseregeling deze kosmodroom voorlopig in handen van Rusland is gebleven, voorzagen met name de Russische Ruimtestrijdkrachten eind 1992 dat voor de lange termijn een andere locatie nodig zou zijn. De enige andere kosmodroom voor ruimteraketten, kosmodroom Plesetsk, lag veel te ver noordelijk om de zware Proton, die de belangrijkste raket uit het ruimteprogramma was, te kunnen lanceren. De enige regio met een enigszins vergelijkbare noorderbreedte was het Russische Verre Oosten.
Uiteindelijk werd uit drie mogelijke locaties (naast Svobodny ook Vanino en Chorol) een locatie ten noordwesten van de stad Svobodny in de oblast Amoer uitgekozen. Hier bevond zich Svobodny-18, een lanceerinrichting voor intercontinentale ballistische raketten (UR-100 of RS-10 of SS-11), die gebouwd was in 1968, bemand werd door de 27e raketdivisie van de Strategische Raketstrijdkrachten en in het kader van START II in 1993 was gesloten en overgedragen aan de Russische Ruimtestrijdkrachten. Svobodny-18 werd omgebouwd voor het ruimtevaartprogramma en op 1 maart 1996 door president Boris Jeltsin tot 'kosmodroom' verklaard. De tijdsduur van de volledige ontwikkeling tot een kosmodroom, die ook geschikt was voor bijvoorbeeld Angara-raketten, werd geschat op 10 tot 13 jaar.
Verschillende lanceerinrichtingen zijn echter nog steeds geschikt voor het lanceren van ICBM's, zoals de (UR-100N of SS-19).
Op 4 maart 1997 vond de eerste lancering plaats van een Start-1-raket met een experimentele Zeja-satelliet aan boord. Op 24 december van dat jaar vond nog en lancering plaats. In 1997 werd echter ook bekend dat er geen geld meer was om de ontwikkeling volledig door te zetten. Verschillende projecten voor constructies voor de Angarararaket en voor de UR-100N (Strela; opgezet in 1999) werden stopgezet. Op 5 december 2000 werd een Israëlische EROS-B1-satelliet gelanceerd en op 20 februari 2001 een onderzoeksatelliet van het type Orion.
In 2004 werd door het nieuwe hoofd van Svobodny, kolonel Viktor Toerin verklaard dat tot 2007 geen lanceringen zouden worden uitgevoerd. De reden hiervoor was volgens hem dat de Strela-raketten niet voldeden aan de ecologische voorschriften, vanwege concentraties van de giftige raketbrandstof 1,1-dimethylhydrazine (heptyl).
In 2005 werd het leasecontract van Bajkonoer vernieuwd en gaf Roskosmos aan geen tweede ruimtehaven nodig te hebben, waarna op een vergadering van de Veiligheidsraad van de Verenigde Naties in 2005 besloten werd Svobodny te sluiten in het kader van wapenvermindering, het lage aantal raketten dat er werd gelanceerd en de hoge kosten die met het openhouden van de kosmodroom gepaard gingen. In 2005 wilde Israël echter opnieuw een EROS-B1 de ruimte in hebben (ditmaal voor het verbeteren van de spionagemogelijkheden met betrekking tot Iran) en werd een mobiele lanceerinrichting ingezet voor de lancering hiervan met gebruik van een omgezette ICBM-raket op 25 april 2006. Dit was tot op heden de laatste keer dat er een lancering plaatsvond. In februari 2007 werd per presidentieel decreet sluiting van de kosmodroom bevolen. De presidentiële afgevaardigden voor het Federaal District Verre Oosten waren echter voor het openhouden van de kosmodroom en bezochten Svobodny in juni van dat jaar om de toekomst ervan te bespreken.

## Toekomst
Op 31 juli 2007 bezocht het hoofd van Roskosmos Anatoli Perminov samen met een aantal hooggeplaatsten Oeglegorsk om de locatie van de bouw van een nieuwe kosmodroom te bespreken. Hierbij waren wederom Svobodny en Vanino in de race. In september 2007 verklaarde Sergej Ivanov dat Svobodny definitief zou worden gesloten, maar in november verklaarde Perminov weer dat Vanino vanwege het gevaar op aardbevingen van de lijst was geschrapt en dat een locatie in de oblast Amoer nu weer favoriet was. Ivanov verklaarde daarop op 21 november dat een presidentieel decreet was uitgevaardigd voor de bouw van een kosmodroom Vostotsjny ("oostelijk") en wel in 3 etappes; tot 2010: onderzoek naar een geschikte locatie; 2010-2015: bouw van de kosmodroom en eerste lanceringen; 2018: eerste bemande missie. Deze periode had te maken met het feit dat Bajkonoer nog tot 2020 nodig was voor Ruslands deelname aan het Internationaal ruimtestation ISS.
Of Svobodny en Vostotsjny een en dezelfde zijn/worden valt nog te bezien, daar Svobodny momenteel niet geschikt is voor de lancering van de zware raketten die nodig zijn voor de bemande missies die Roskosmos wil uitvoeren. In 2007 werd ook besloten dat alle militaire raketactiviteiten voortaan vanaf Plesetsk zullen plaatsvinden.